# Sopchoppy
Sopchoppy – miasto w Stanach Zjednoczonych, w stanie Floryda, w hrabstwie Wakulla.